# Muru
Muru – gaun wikas samiti w zachodniej części Nepalu w strefie Rapti w dystrykcie Rukum. Według nepalskiego spisu powszechnego z 2001 roku liczył on 605 gospodarstw domowych i 3568 mieszkańców (1784 kobiet i 1784 mężczyzn).